# Maserati MC12

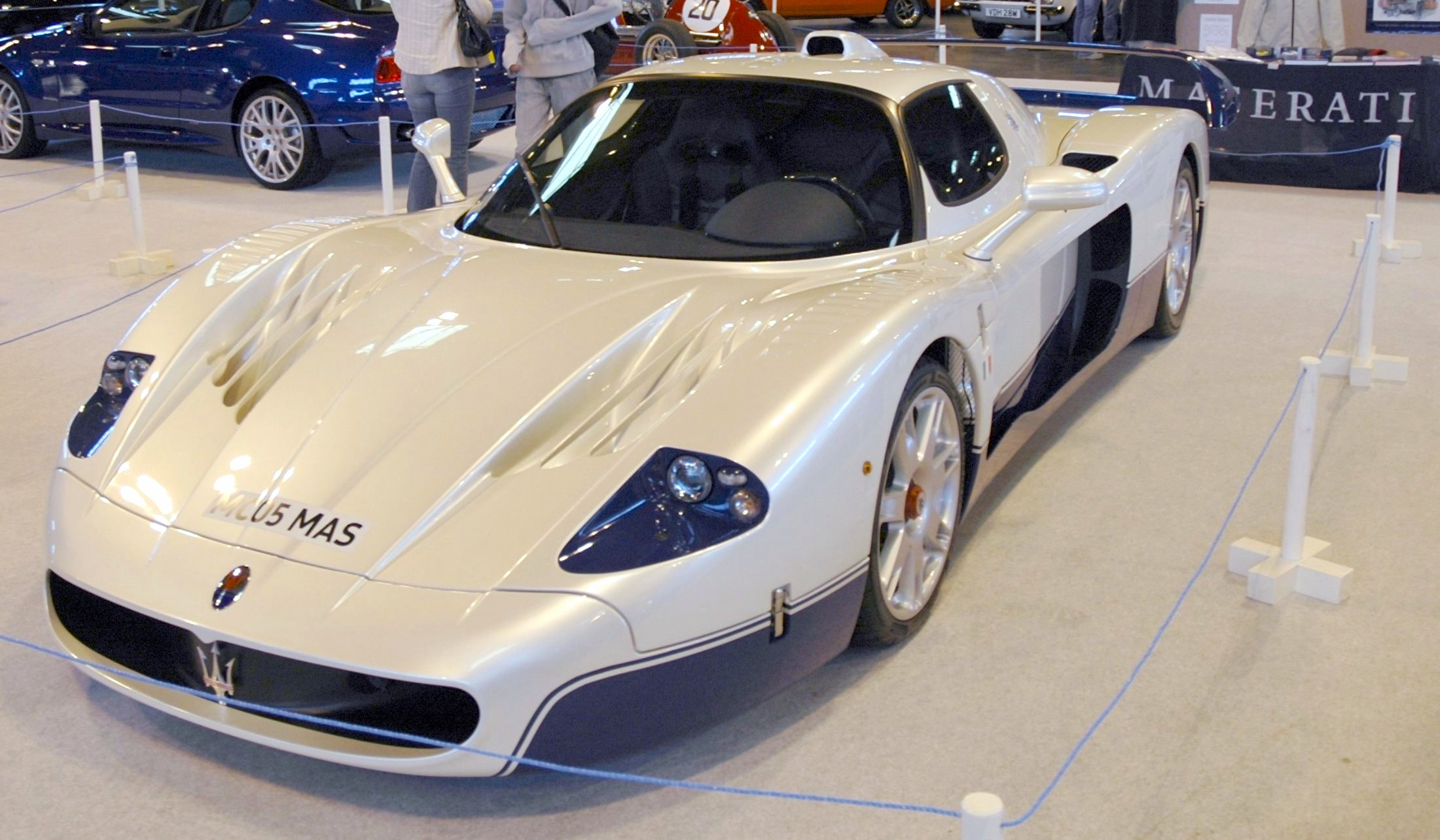
Maserati MC12

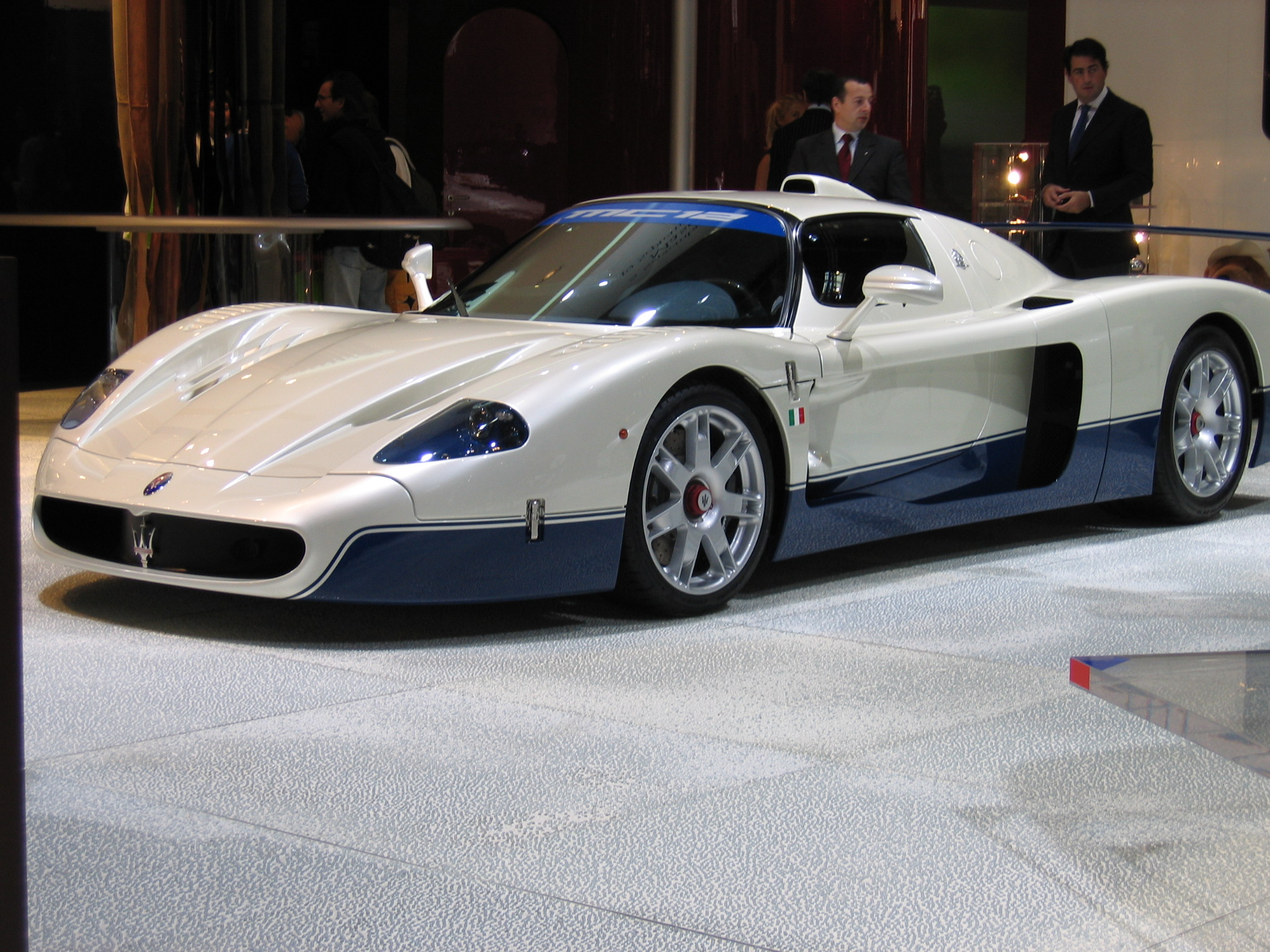
Maserati MC12 op de Mondial de l'Automobile, het Parijse autosalon, van 2004

De Maserati MC12 is een supersportwagen van de Italiaanse sportwagenfabrikant Maserati. De auto is gebouwd op basis van de Ferrari Enzo die gefabriceerd werd door zusterbedrijf Ferrari. De auto werd ontwikkeld om toegelaten te worden tot het FIA GT-kampioenschap, waarin Maserati met de MC12 een comeback wilde maken. Volgens de officiële regels van de FIA moet een deelnemende auto gebaseerd zijn op een straatlegale auto waarvan minimaal 25 stuks geproduceerd zijn. Maserati produceerde in totaal 50 stuks.

## Ontwikkeling
Met hulp van Ferrari werd eind 2002 begonnen aan een nieuwe racewagen voor Maserati, 37 jaar na de laatste overwinning van dit merk op een internationaal kampioenschap. Als basis werd de Ferrari Enzo genomen. De wagen is net zoals de Enzo voorzien van een 65° V12 6 liter-motor, de Maserati haalt er 630 pk uit.
Ook het Cambiocorsa-schakelsysteem van de MC12 is gelijkaardig aan dat van de Enzo: twee peddels achter het stuurwiel om een mechanische zesbak elektronisch-hydraulisch te bedienen.
De wielbasis werd iets vergroot (van 2650 mm naar 2800 mm) en het uiterlijk is gebaseerd op een ontwerp van de Italiaanse designer Giorgetto Giugiaro.
In 2004 kon de productie starten en werden er naast de vijf racewagens 25 straatversies gebouwd, het minimum om toegelaten te worden tot het FIA GT-kampioenschap.
In 2005 werden er nog eens 25 exemplaren geproduceerd. De straatversies zijn enkel beschikbaar in wit-blauw, verwijzend naar de Maserati-traditie in de racerij.

## Prestaties
De MC12 heeft een topsnelheid van ongeveer 330 km/u en sprint van 0 tot 100 km/u in 3,8 seconden.
Op 19 september 2004 won Maserati met de MC12 voor het eerst sinds 1967 een internationale wedstrijd: de negende ronde van het FIA GT kampioenschap in Oschersleben, Duitsland. In 2005 en 2006 won een MC12 de 24 uur van Spa-Francorchamps.
Op 29 mei 2005 zette de MC12 een nieuwe snelste tijd op het circuit van het BBC-programma Top Gear: 1 minuut en 18,9 seconden. Een tiende van een seconde sneller dan de Ferrari Enzo, negen tiende sneller dan de Porsche Carrera GT. Inmiddels is de tijd verbeterd door andere auto's.

## MC12 Corsa

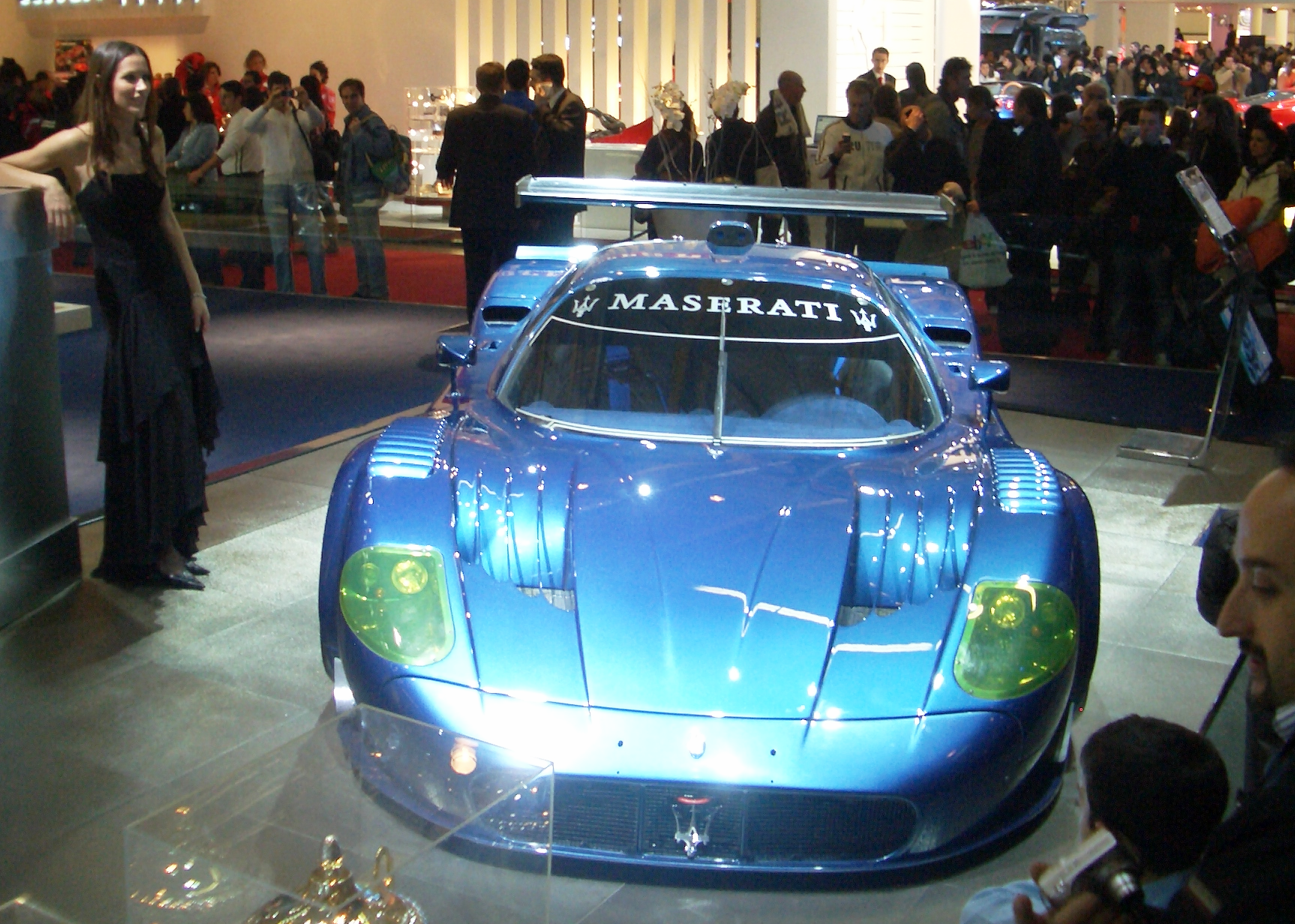
MC12 Corsa

Op basis van de FIA GT-racewagen heeft Maserati de MC12 Corsa ontwikkeld voor zijn klanten. Hij perst een maximumvermogen van 564 kW (767 pk) uit zijn 6 liter-motor. De MC12 Corsa volgt het voorbeeld van de Ferrari FXX en wordt niet gehomologeerd voor de openbare weg en zal niet te zien zijn in competitie. Slechts 12 exemplaren worden geproduceerd, allemaal in Maserati-blauw.

## Cijfers
- Motorinhoud: 5998 cc
- Cilinderconfiguratie: 12 cilinders in V-vorm, in een hoek van 65°
- Vermogen: 630 pk
- Maximaal koppel: 652 Nm
- Lengte: 5143 mm
- Breedte: 2100 mm
- Hoogte: 1205 mm
- Drooggewicht: 1335 kg
- Verbruik: circa 23 liter per 100 km

## Prestaties
- Topsnelheid: 330 km/u
- 0 tot 100 km/u: 3,8 seconden
- 0 tot 200 km/u: 9,9 seconden